# 121328 Devlynrfennell
121328 Devlynrfennell è un asteroide della fascia principale. Scoperto nel 1999, presenta un'orbita caratterizzata da un semiasse maggiore pari a 3,0688408 UA e da un'eccentricità di 0,0915164, inclinata di 8,76545° rispetto all'eclittica.